# Культура Грузии
Культура Грузии формировалась на протяжении многовековой истории и представляет сегодня богатую национальную культуру и литературу, базирующуюся на национальных языке и письме.

## Культура Грузии
Грузия — страна древней и самобытной культуры.
- Основа грузинской культуры состоит из культурного наследия картлийской и кахетинской этногруппы грузин (в том числе и литературный грузинский язык, алфавит, архитектурные каноны) и трёх родственных картвельских народов: мегрел, лаз и сван (кухня, устный фольклор и т. д.). Остальная часть включает в себя разнообразнейшие традиции грузинских субэтносов: имеретинцев, гурийцев, джавахетинцев, аджарцев, эретинцев (ингилойцев), мохевцев, хевсуров, пшавов, тушинов, мтиульцев, гудамакарцев, торийцев, рачинцев, таойцев, лечхумцев, месхетинцев. Также она включает культуры малых народов Грузии: армян, абхаз, осетин, ассирийцев, греков и т. д.
- Грузинские виды искусства отличается своей колоритностью и красотой.
- Самые известные грузинские танцы — это свадебный танец «Картули», танец «Ачарули», «Рачули», «Мтиулури», «Казбегури» и множество других танцев, которые зарождались в регионах Грузии.
- Всемирное признание получили такие блюда как хинкали, хачапури, цыпленок табака, сациви, гоми, эларджи, лобиани, аджика, чурчхела и т. д.
- Грузинская культура является логическим продолжением таких археологических культур, как кура-аракская культура, триалетская культура, шулавери-шомутепинская культура, колхидская культура.
- Большое влияние на развитие грузинской культуры оказали периоды расцвета древнегрезинских Колхиды, Диаоха, Иберии и средневекового Единого Грузинского царства, а также существование Грузии в рамках Советского Союза.

#### Древнегреческие мифы о золотом руне
См. Золотое руно, Медея, Ээт, Ясон

### Народная музыка
Корни грузинской народной музыки уходят на глубину в несколько тысячелетий.
Издревле известны грузинские народные музыкальные инструменты: духовые — шестиствольный саламури, соинари (ларчеми), нестви, ствири, авили, най (разновидности свирели), буки, квироствири (разновидности трубы), саквири (сигнальный рог), карахса (рожок), гудаствири, чибони (волынки); струнные щипковые — чанги (арфа), кнари, эбани (типа лиры), пандури, чонгури (типа лютни), цинцили (типа цимбал); струнные смычковые — чианури, чунири; ударные — бобгани (тимпан), дабдаби, думбо, ноба, доли (разновидности барабана), коси (большой военный барабан), таблаки (малый барабан), цинцила (тарелки), дайра (бубен), спилендзчури (большая медная литавра), диплипито (миниатюрная литавра).
Грузинский народ издавна проявлял себя в песенном творчестве. Существуют исторические документы VIII и IV века до нашей эры повествующие о существовании у грузин трудовых, походных и хороводных песней. Странствующие певцы-сказители — мествире — были одновременно композиторами-импровизаторами, поэтами, певцами и исполнителями на волынке.
Музыкальный фольклор Грузии содержит ряд диалектов: тушинский, хевсурский, мтиульский, картлийский, кахетинский, рачинский, пшавский, мохевский, лечхумский, сванский, мегрельский, имеретинский, гурийский, аджарский, лазский.

Особенностью грузинской народной музыки является многоголосие: двух-, трёх- и четырёхголосие.
Существуют одноголосые песни без сопровождения: оровела (пахотная, молотильная, веяльная), урмули (аробная), нана (колыбельная), тирили, датиреба (плачи-причитания).
Двухголосые песни — трудовые, обрядовые, бытовые и плясовые. Двухголосые песни исполняются одним или двумя солистами поочерёдно на фоне исполняемого хором бурдонного баса или basso osinato.
Трёхголосие является основой традиционной грузинской музыки: на фоне баса мелодию развивают два верхних голоса в различных сочетаниях. В песнетворчестве западной Грузии выделяются стройностью и суровостью звучания песни сванов. Этим песням свойственны частые диссонирующие сочетания, совместное движение трёх голосов основными трезвучиями. Народная полифония со всей многогранностью представлена в гурийских и аджарских песнях. В них присутствует криманчули — так называют верхний, особый голос, требующий от солиста высокого, нетипичного для мужчины, регистра и умения исполнять сложные фиоритуры гортанным звуком.

### Грузинская архитектура
Грузинское искусство, начиная с IV—V веков вплоть до рубежа XVIII—XIX веков, прошло долгий и сложный путь развития, который органически связан с развитием грузинского народа и грузинской государственности. Как и всякое живое искусство, грузинское было тесно связано с искусством соседних стран Передней Азии и Средиземноморского бассейна. Эти связи обогащали грузинское искусство, но и оно, со своей стороны, вносило весомый вклад в развитие средневекового мирового искусства. С одной стороны, несомненна генетическая связь с искусством дофеодальной эпохи, с другой стороны, наблюдается расширение диапазона, углубление и обогащение содержания; именно в средние века особенно ярко проявились самобытные национальные черты грузинского искусства.
Монументальная грузинская архитектура развилась в средние века, в связи с развитием государственности и распространением христианства и храмовым строительством. В V—VI веках распространённым типом грузинских храмов была базилика. Известен ряд ранних грузинских базилик: Анчисхатская, Цкароставская, Урбинисская. Наибольшей известностью пользуется Болнисский сион, постройка которого начата в 478 и закончена в 493 году, это самая старая и притом хорошо сохранившаяся базилика. Три нефа имели сводчатые перекрытия и были подведены под общую двухскатную крышу. С севера и юга были устроены галереи с красивой кровлей. В восточной стороне была устроена закрытая крещальня.
В конце VI и в VII веке базилики заменяются различными типами центрических зданий. Для грузинской храмовой архитектуры начиная с этого периода, как и для армянской, характерным становится использование куполов конусообразной формы. Строения, созданные в это время, отличаются деталями плана, но объединены стремлением создать единое внутреннее пространство, перекрытого куполом или сомкнутым сводом. Наиболее ранними храмами этого типа являются церковь в Дзвели-Гавази в Кахетии (VI век), кафедральный собор в Ниноцминди (середина VI века) и др. Итог этим поискам подводит храм Креста в Мцхете (мцхетский Джвари), построенный в 590—604 годах. Архитектором его возможно был Микел Тхеди. Здание воздвигнуто на вершине горы при слиянии рек Куры и Арагви и органически вырастает из скалистого массива. Храм издалека виден в долинах обеих рек и является центром всего ландшафта.
Крепость Греми (Кахетия) является архитектурным памятником XVII века.

## Культура современной Грузии

### Грузинская музыка
Основоположники грузинского дирижёрского искусства — народный артист Грузинской ССР З. П. Палиашвили и заслуженный деятель искусств Грузинской ССР Е. С. Микеладзе.

### Грузинский кинематограф
Грузинский кинематограф, возникший как явление в советскую эпоху, представляет собой яркое и своеобразное явление. Грузинское кино создавалось в основном на студии «Грузия-фильм», помимо национального колорита, что в данном случае предполагается изначально, грузинский кинематограф имел легко узнаваемые черты, среди которых особое чувство мягкого юмора, метафоричность и симпатия к людям. В советскую эпоху грузинские кинематографисты умели избегать официозного соцреалистического стиля и создавали оригинальные и самобытные ленты, которые пользовались большой популярностью во всем Советском Союзе.

### Грузинская живопись
Искусство живописи представлено в Грузии работами таких мастеров как легендарный Нико Пиросмани, Гиго Габашвили, Давид Какабадзе, Ладо Гудиашвили, Корнелий Санадзе, Елена Ахвледиани, Сергей Кобуладзе, Симон Вирсаладзе, Александр Беридзе и Екатерина Багдавадзе. Всемирно известны такие грузинские скульпторы, как Элгуджа Амашукели, Ираклий Очиаури и Зураб Церетели. 

## Персоналии культуры Грузии

### Актёры театра и кино
- Софико Чиаурели (1937—2008), актриса театра и кино
- Верико Анджапаридзе (1897—1987), актриса театра и кино[5]
- Акакий Васадзе (1899—1978), актёр, режиссёр, театральный педагог[6][7]
- Михаил Геловани (1892—1956), актёр театра и кино[8]
- Василий Годзиашвили (1905—1976), актёр театра и кино[9][10]
- Валико Гуниа (1862—1938), актёр, драматург, режиссёр[9]
- Спартак Багаев , актёр театра и кино
- Серго Закариадзе (1909—1971), актёр театра и кино[11].
- Шарах Пачалия (р. 1914), актёр, режиссёр, драматург[12]
- Акакий Хорава (1895—1972), актёр театра и кино[13]
- Анастасия (Тасо) Абашидзе (1881—1958) — актриса. Народная артистка Грузинской ССР (1943).
- Василий Абашидзе (1854—1926) — актёр. Народный артист республики (1922).
- Тамара Абашидзе (1892—1960) — актриса. Народная артистка Грузинской ССР (1950).
- Аббасов, Мирза Али (1874—1943) — азербайджанский актёр. Заслуженный артист Грузинской ССР (1924).
- Мгалоблишвили, Нодар Александрович (р. 1931) — советский, российский и грузинский актёр театра и кино.
- Кавсадзе, Кахи Давидович (1935-2021) — грузинский, советский актёр театра и кино.
- Чхиквадзе, Рамаз Григорьевич (1928-2011) — советский и грузинский актёр театра и кино.

### Артисты балета
- Илья Сухишвили (1907—1985), артист балета
- Вахтанг Чабукиани (1910—1992), артист балета, балетмейстер[14]
- Нина Рамишвили (1910-2000), артистка балета
- Баланчин, Джордж (настоящее имя — Георгий Мелитонович Баланчивадзе) (1904—1983), артист балета, американский балетмейстер, грузин по национальности.
- Георгий Алексидзе (1941—2008), артист балета и балетмейстер. Народный артист Грузии (1989).
- Нина Ананиашвили (род. 1963), артистка балета. Народная артистка Грузии (1989), России (1995).
- Марина Казинец (по мужу Шах-Азизова), (1907—2000) артистка балета. Заслуженная артистка Грузии (1943).
- Нодар Плиев (род. 1948), артист балета Заслуженный артист Грузии
- Алексей Чичинадзе (1917—1994), артист балета и балетмейстер. Заслуженный деятель искусств Грузинской ССР (1966). Народный артист РСФСР (1972),
- Николай Цискаридзе (род. 31 декабря 1973, Тбилиси), артист балета.

### Композиторы и дирижёры
- Димитрий Аракишвили (1873—1953), композитор и музыковед[15]
- Одиссей Димитриади (1908—2005), дирижёр
- Феликс Алборов, композитор (Юго Осетия),
- Алексей Мачавариани (1913—1995), композитор
- Галаев, Борис Александрович (1889—1976), композитор (Юго-Осетия),
- Захарий Палиашвили (1871—1933), композитор, дирижёр[12]
- Канчели, Гия Александрович (1935-2019), композитор
- Баланчивадзе, Андрей Мелитонович (1906-1992), композитор

### Кинорежиссёры
- Абуладзе, Тенгиз Евгеньевич
- Данелия, Георгий Николаевич
- Иоселиани, Отар Давидович
- Калатозов, Михаил Константинович (1903—1973)
- Параджанов, Сергей Иосифович (1924—1990)

### Театральные режиссёры
- Александр Ахметели (1886—1937), режиссёр театра[15]
- Константин Марджанишвили (1872—1933), режиссёр театра и кино[16]
- Александр Абарян (1897-1967) — армянский режиссёр. Заслуженный деятель искусств Грузинской ССР (1943).
- Шота Агсабадзе (1896-1966) — режиссёр. Заслуженный деятель искусств Грузинской ССР (1936).
- Стуруа, Роберт Робертович
- Товстоногов, Георгий Александрович (1915—1989)

### Оперные певцы
- Пётр Амиранашвили (1907—1976), оперный певец (баритон)[5]
- Медея Амиранашвили (р. 1930), оперная певица (сопрано)[5]
- Давид Андгуладзе (1895—1973), оперный певец (драматический тенор)[5]
- Давид Бадридзе (1899—1987), оперный певец (лирический тенор)[15]
- Александр Инашвили (1887—1958), оперный певец (баритон)
- Зураб Соткилава (1937—2017), оперный певец (тенор)
- Паата Бурчуладзе (р. 1955) оперный певец (бас)

### Певцы и певицы
- Брегвадзе, Нани Георгиевна
- Кикабидзе, Вахтанг Константинович
- Гвердцители, Тамара Михайловна
- Сосо Павлиашвили
- Диана Гурцкая
- Константин Меладзе
- Валерий Меладзе
- Нино Катамадзе
- Гела Гуралиа
- Какулия, Этер Ираклиевна
- Ираклий Чарквиани

### Художники
- Николай Пиросманишвили
- Симон Вирсаладзе (род. 1909), театральный художник. Народный художник СССР (1976). Действительный член АХ СССР (1975)
- Теймураз Давидович Мурванидзе (род. 1939), художник. Заслуженный художник Грузинской ССР (1978).
- Тамара Абакелия (1905—1953) — скульптор и театральный художник. Заслуженный деятель искусств Грузинской ССР (1941).
- Ладо Гудиашвили — один из крупнейших грузинских художников XX века. Герой социалистического труда (1976). Народный художник СССР (1972).
- Елена Ахвледиани — художница, график, театральный оформитель, Народный художник Грузинской ССР (1960). Лауреат премии имени Шота Руставели
- Давид Какабадзе (1889-1952) — художник

### Архитекторы
- Клдиашвили, Симон Григорьевич (1865—1920)[17].

### Скульпторы
- Зураб Церетели — художник и скульптор. Народный художник СССР (1980), Народный художник Российской Федерации (1994), Президент Российской академии художеств (с 1997 года), Почётный член Российской академии образования. Академик РАЕН.

### Поэты
- Шота Руставели
- Галактион Табидзе
- Ираклий Абашидзе
- Паоло Яшвили
- Тициан Табидзе
- Григол Орбелиани[18]
- Николоз Бараташвили[18]
- Ладо Сеидишвили
- Важа-Пшавела
- Давид Гурамишвили

### Писатели, драматурги, сценаристы
- Константин Гамсахурдия
- Шалва Дадиани (1874—1959), драматург, писатель[9]
- Георгий Мгеладзе
- Авксентий Цагарели
- Илья Чавчавадзе
- Акакий Церетели
- Дёмна Шенгелая (1896—1980)[19].
- Нодар Думбадзе (1928—1984)[18]
- Григол Абашидзе (1914—1994),[18]
- Чабуа Амирэджиби
- Михаил Джавахишвили (1880—1937)[20]
- Константин Лордкипанидзе
- Отиа Йоселани